# Jan Kobell

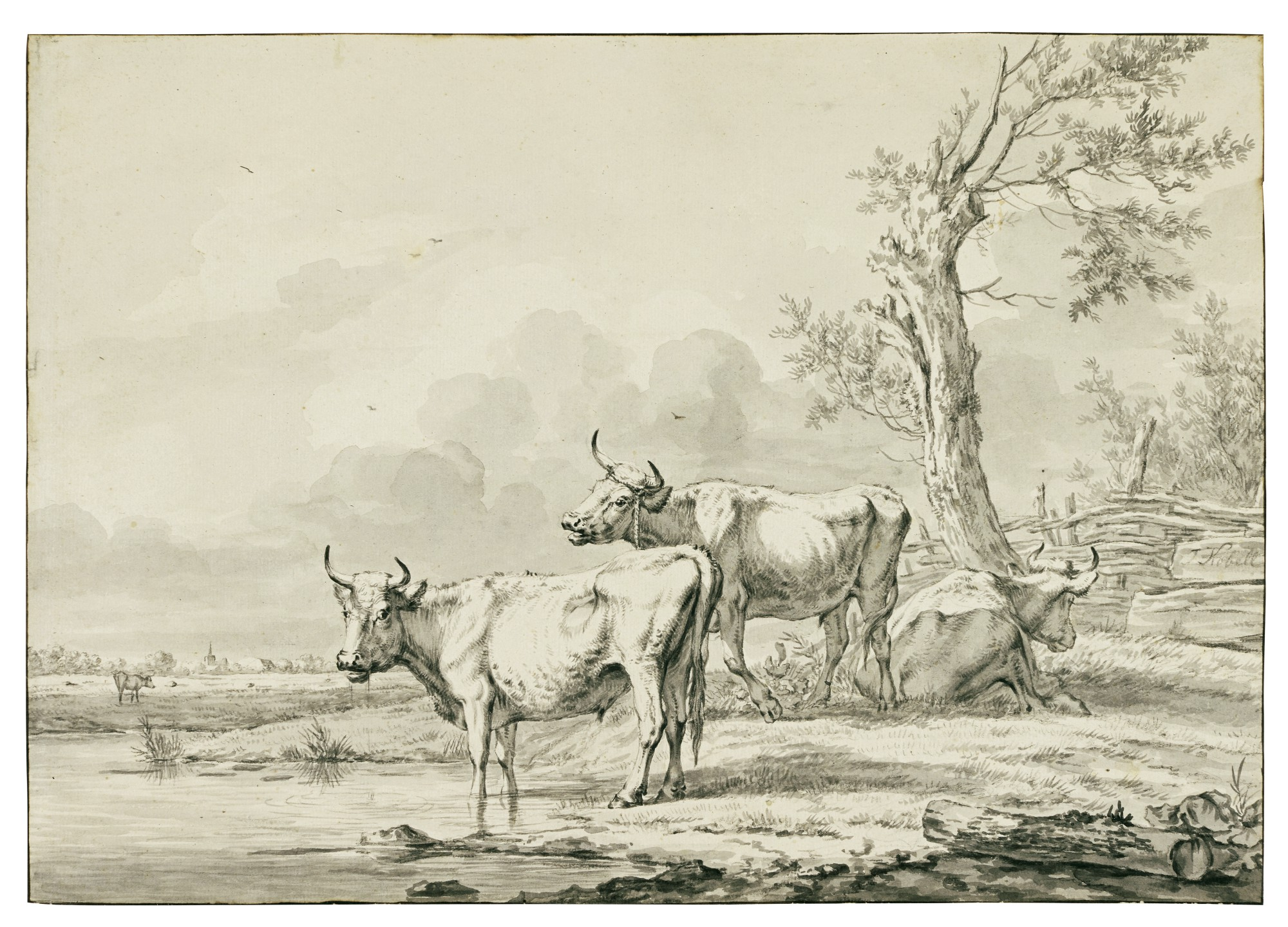

 Jan Baptist Kobell (Delfshaven, oudkatholiek gedoopt, als Joannes Baptista Kobell, 8 november 1778 - Amsterdam, 23 september 1814) was een Nederlands kunstschilder. In de literatuur wordt hij ook wel Jan Kobell (II) genoemd om verwarring met zijn oom te voorkomen.
Jan Kobell, zoon van Hendrik Kobell (1751-1779) en Anna Detert (1752-1778), was evenals zijn vader kunstschilder. De vader was bekend als zeeschilder, de zoon ontwikkelde zich meer, in de traditie van Potter, tot veeschilder. Daarnaast schilderde hij ook landschappen. Koning Lodewijk Napoleon sprak met lovende woorde over de schilder Jan Kobell. In 1807 was Kobell medeoprichter (samen met de schilder Pieter Christoffel Wonder) van het genootschap Kunstliefde in Utrecht.

## Galerij

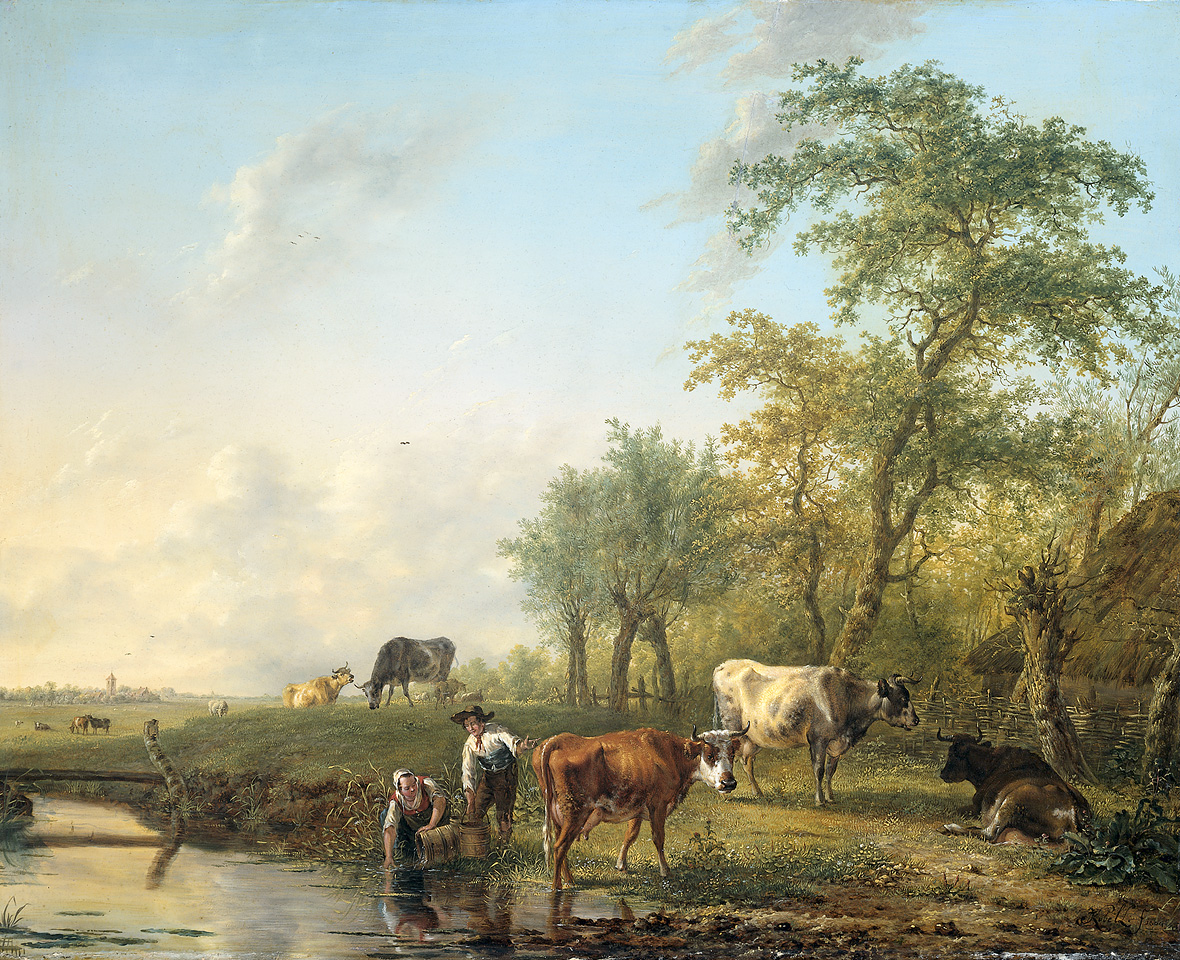
Landschap met vee door Jan Kobell (1804)
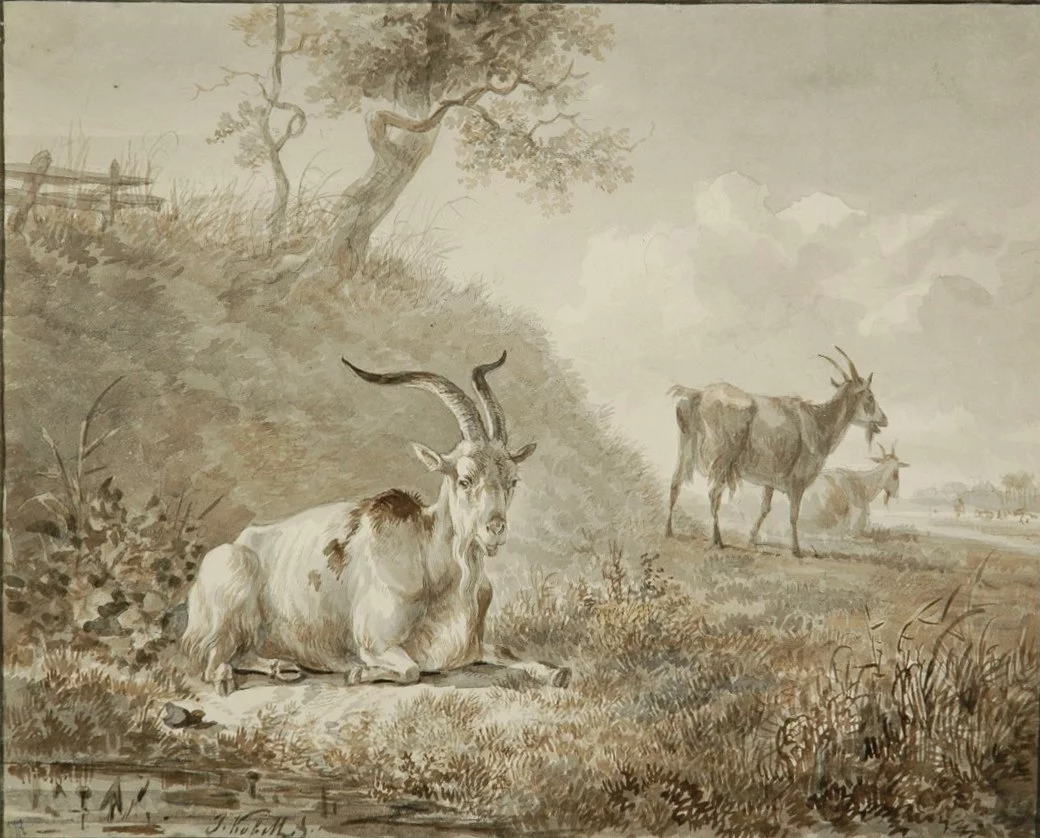
Jan Baptist Kobell (1778–1814), Ziegen auf der Weide, Pinsel in Braun und Grau über Graphit (Graphische-Sammlungen Weimar)
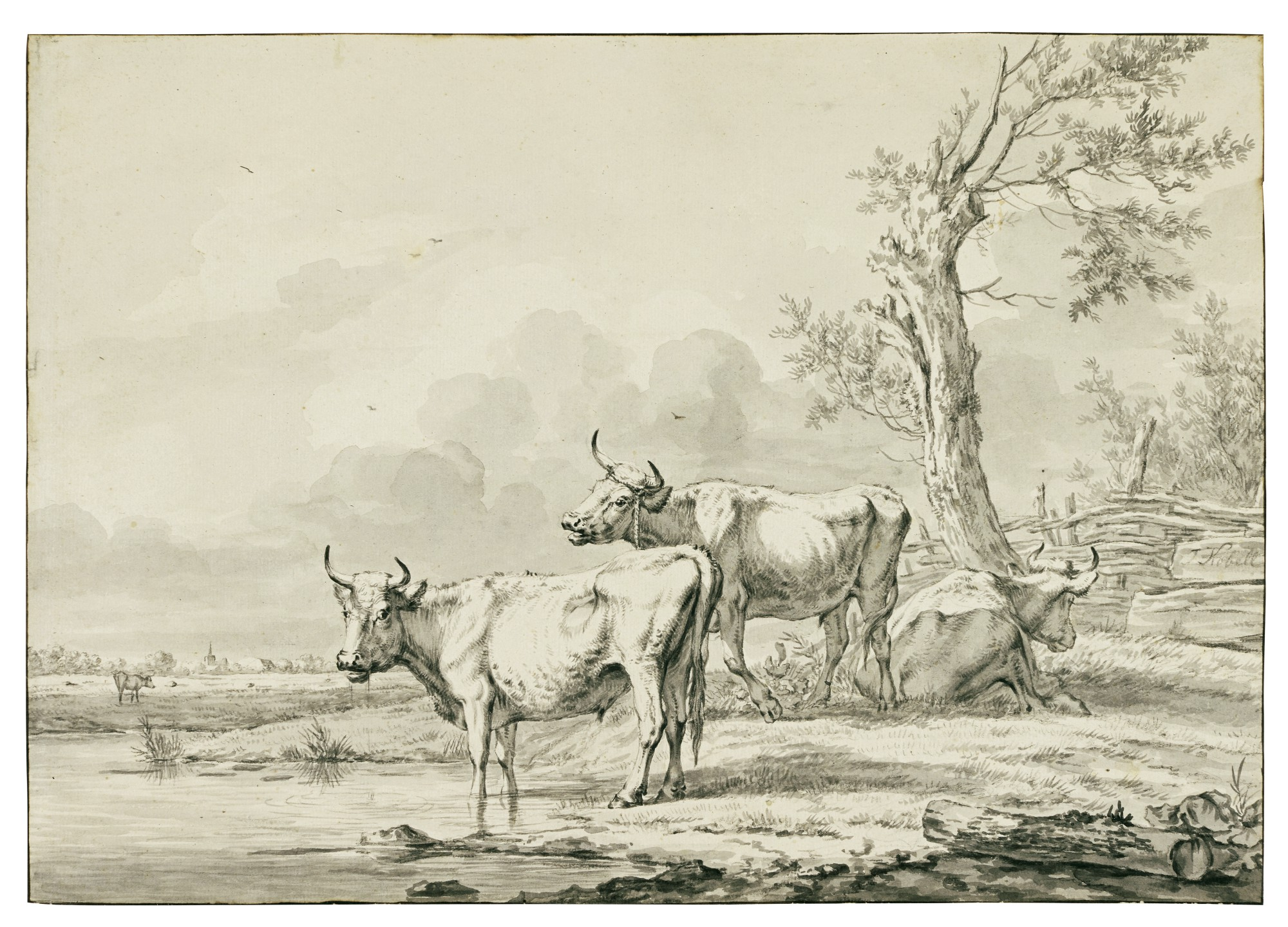
Jan Baptist Kobell (Delfshaven 1778 - 1814 Amsterdam) Rustend vee bij een beek 297 -  Zwart krijt en grijs gewassen, gesigneerd en gedateerd 22 december 1809